# Runaljod – Ragnarok
Runaljod – Ragnarök – trzeci album studyjny norweskiego zespołu muzycznego Wardruna. Wydawnictwo ukazało się 21 października 2016 nakładem wytwórni muzycznej Indie Recordings i By Norse Music. 
Jest to ostatni rozdział trylogii Runaljod (dźwięki run), inspirowany starożytnymi runami Fuþarku starszego.
Materiał był promowany teledyskiem do utworu „Raido”. Teledysk został wyprodukowany i wyreżyserowany przez fińskiego fotografa Tuukka Koski.

## Lista utworów
Opracowano na podstawie materiału źródłowego.
| Nr  | Tytuł utworu        | Długość |
| --- | ------------------- | ------- |
| 1.  | „Tyr”               | 6:30    |
| 2.  | „UruR”              | 10:11   |
| 3.  | „Isa”               | 7:13    |
| 4.  | „MannaR – Drivande” | 4:09    |
| 5.  | „MannaR – Liv”      | 5:13    |
| 6.  | „Raido”             | 4:46    |
| 7.  | „Pertho”            | 2:18    |
| 8.  | „Odal”              | 5:29    |
| 9.  | „Wunjo”             | 5:20    |
| 10. | „Runaljod”          | 7:36    |
|     |                     | 58:45   |

## Notowania

### Notowania tygodniowe
| Lista (2016)                           | Najwyższa pozycja |
| -------------------------------------- | ----------------- |
| Belgia (Ultratop 200 Albums, Flandria) | 149               |
| Niemcy (Albums Top 100)                | 68                |
| Szkocja (Albums Top 100)               | 76                |
| Szwajcaria (Alben Top 100)             | 82                |